# شاهماران

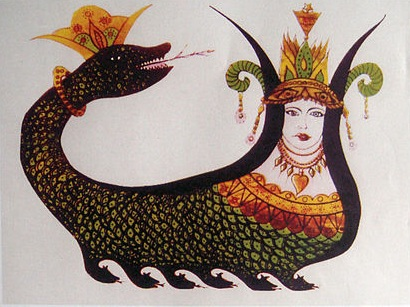
شاهماران، صورة من تقويم الكردي

شاهماران أو ملكة الثعابين (بالكردية: شاماران، Şahmaran/Şamaran) هو مخلوق أسطوري، نصف امرأة ونصف ثعبان، عثر عليهِ في القصص الشعبية الكردية مع اختلافات مختلفة في الفلكلور في إيران والأناضول والعراق. في العديد من المنازل الكردية، ترسم النساء صورة لشاهماران على عبوة وتعلقها على الحائط. تظهر هذه اللوحات على جدران البيوت الكردية شاهماران كحيوان ذو أرجل كثيرة وخاصة كحيوان خاص بين العقرب والثعبان.
يأتي اسم شاهماران من الكلمات الفارسية «شاه» و «ماران». «شاه» هو عنوان يستخدم للملوك الفرس، و «مار» تعني الثعبان، ولكن في صيغة الجمع «مار-آن» تعني الثعابين.

## ثقافة شعبية
يحكي كتاب الحكايات الخرافية لعام 1944 بعنوان حلقة شاه ماران، قصة من جبال كردستان بقلم رافائيل إيمانويل القصة الشعبية لصبي يشارك الخبز مع الحيوانات ويحظى باحترام شاهماران.
أدرجت المغنية الهولندية من أصل إيراني، سيفداليزا، أغنية بعنوان "Shahmaran" في ألبومها الأول ISON.